# Chapelle de Giraumont
La chapelle de Giraumont, ou chapelle des trois Maries ou des saintes Maries, est une chapelle située à Saint-Marcel, en France.

## Description
Les éléments les plus remarquables de cette petite chapelle sont sans doute les statues en bois,,, datant probablement de la même époque que la chapelle, dont un groupe de statues représentant les Saintes Maries, Marie-Madeleine, Marie Salomé et Marie Jacobé, lors de la déposition de la croix.

## Localisation
La chapelle est située sur la commune de Saint-Marcel, dans le département français des Ardennes, au centre du bourg de Giraumont.

## Historique
Cette chapelle a été construite par le curé du lieu, Jean Lhommelet, de 1506 à 1513, pour les Saintes Maries.
L'édifice est inscrit au titre des monuments historiques en 1972.